# العلاقات الإسرائيلية الناوروية
العلاقات الإسرائيلية الناوروية هي العلاقات الثنائية التي تجمع بين إسرائيل وناورو.

## مقارنة بين البلدين
هذه مقارنة عامة ومرجعية للدولتين:
| وجه المقارنة                                              | إسرائيل                                                             | ناورو                          |
| --------------------------------------------------------- | ------------------------------------------------------------------- | ------------------------------ |
| المساحة (كم2)                                             | 20.77 ألف                                                           | 21                             |
| عدد السكان (نسمة)                                         | 8.89 مليون                                                          | 10.08 ألف                      |
| الكثافة السكانية (ن./كم²)                                 | 428.02                                                              | 48.00 ألف                      |
| العاصمة                                                   | القدس                                                               | ضاحية يارين                    |
| اللغة الرسمية                                             | اللغة العبرية، اللغة العربية                                        | اللغة الناورونية، لغة إنجليزية |
| العملة                                                    | شيكل إسرائيلي جديد، شيكل إسرائيلي قديم، جنيه فلسطيني، جنيه إسرائيلي | دولار أسترالي                  |
| الناتج المحلي الإجمالي (بليون دولار)                      | 350.85 مليار                                                        | 113.88 مليون                   |
| الناتج المحلي الإجمالي (تعادل القوة الشرائية) بليون دولار | 306.51 مليار                                                        | 162.98 مليون                   |
| الناتج المحلي الإجمالي الاسمي للفرد دولار أمريكي          | 35.73 ألف                                                           | 9.83 ألف                       |
| الناتج المحلي الإجمالي للفرد دولار أمريكي                 | 36.58 ألف                                                           |                                |
| مؤشر التنمية البشرية                                      | 0.899                                                               |                                |
| رمز المكالمات الدولي                                      | +972                                                                | +674                           |
| رمز الإنترنت                                              | .il                                                                 | .nr                            |
| المنطقة الزمنية                                           | توقيت إسرائيل، Israel Summer Time ‏                                  | ت ع م+12:00                    |

## منظمات دولية مشتركة
يشترك البلدان في عضوية مجموعة من المنظمات الدولية، منها:
| علم المنظمة | اسم المنظمة                   | تاريخ انضمام إسرائيل | تاريخ انضمام ناورو |
| ----------- | ----------------------------- | -------------------- | ------------------ |
|             | الأمم المتحدة                 | 11 مايو 1949         | 14 سبتمبر 1999     |
|             | منظمة الشرطة الجنائية الدولية | ?                    | ?                  |
|             | الاتحاد الدولي للاتصالات      | 24 يونيو 1948        | 10 يونيو 1969      |
|             | يونسكو                        | 16 سبتمبر 1949       | 17 أكتوبر 1996     |
|             | الاتحاد البريدي العالمي       | ?                    | ?                  |

## وصلات خارجية
- موقع وزارة الخارجية الإسرائيلية